# Station alpine
 (mai 2023).
Si vous disposez d'ouvrages ou d'articles de référence ou si vous connaissez des sites web de qualité traitant du thème abordé ici, merci de compléter l'article en donnant les références utiles à sa vérifiabilité et en les liant à la section « Notes et références ».
Une station alpine est une localité — où l'on pratique les sports d'hiver, notamment le ski — située dans les Alpes.

## Stations en France
- Le Bourg-d'Oisans

## Stations en Italie
- Cortina d'Ampezzo

## Stations en Autriche
- Kitzbühel

## Stations en Suisse
- Saint-Moritz, une des plus anciennes stations de sports d'hiver.

## Sources potentielles
- Hits Google
- Hits Google Livres